# Gliniak (Wodzisław Śląski)
Gliniak – część miasta  Wodzisławia Śląskiego, położona w rejonie ulicy Gosława, na północny zachód od wodzisławskiej starówki. 